# Franz Konrad
Franz Konrad (Liesing, Austria, 1 de marzo de 1906-Varsovia, Polonia, 6 de marzo de 1952) fue un comandante polaco de las SS de la Alemania nazi, responsable administrativo en el gueto de Varsovia. Se ganó el sobrenombre de «rey del gueto de Varsovia». Tras la guerra, fue arrestado y se le juzgó en el mismo juicio que a su superior, el SS-Gruppenführer Jürgen Stroop, por su participación en la liquidación del gueto. Finalmente, el 6 de marzo de 1952 se le ejecutó en la horca en Varsovia.